# Puerto Pañuelo

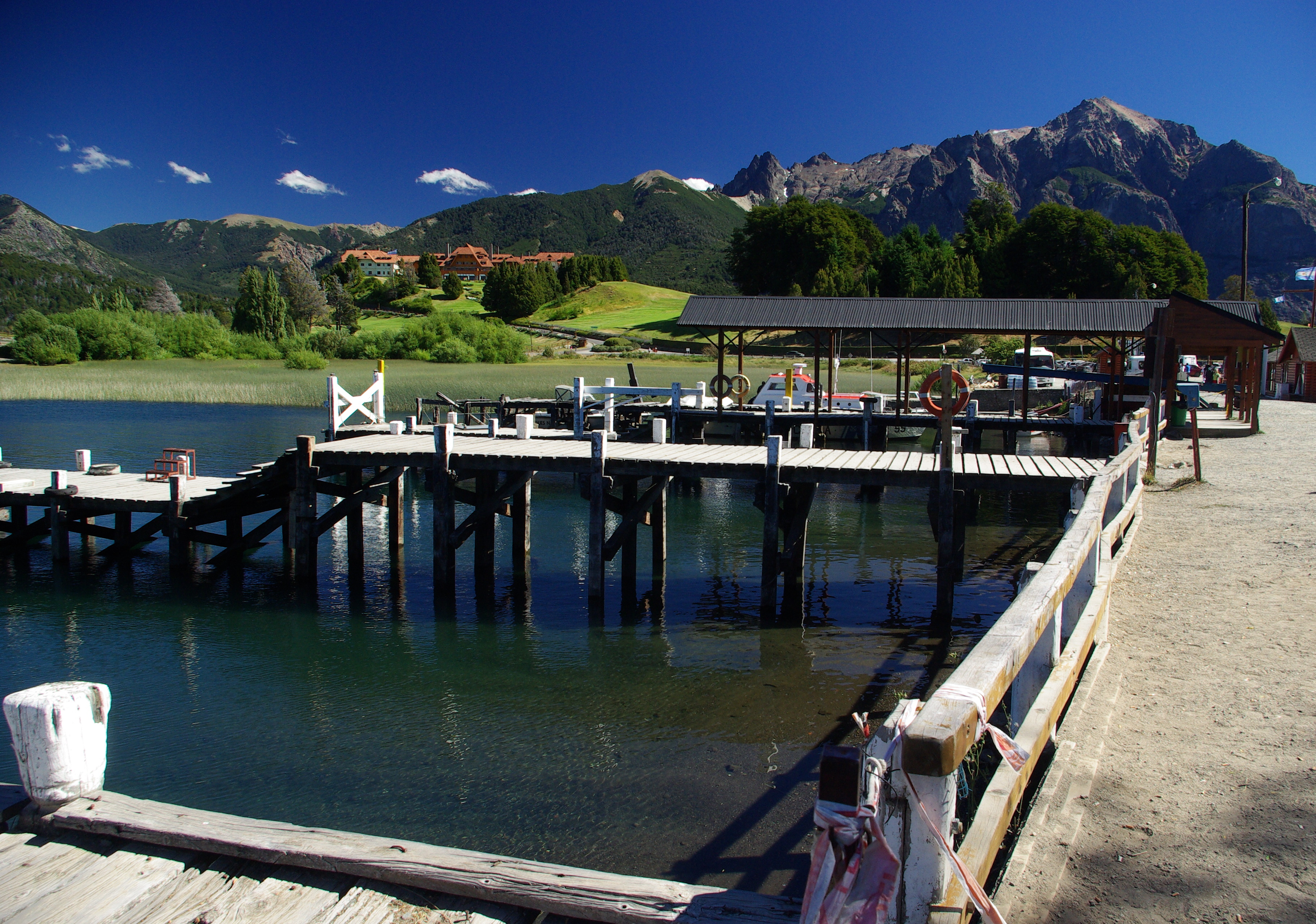
Vista de Puerto Pañuelo y el hotel Llao Llao.

Puerto Pañuelo es un puerto de pasajeros ubicado en la península Llao Llao, sobre el lago Nahuel Huapi, a 25 km al oeste de la ciudad de Bariloche, Argentina.
El puerto fue construido en 1965 por la Administración Nacional de Parques nacionales, como parte de la infraestructura turística con que dotó al parque nacional Nahuel Huapi.
Sirve como punto de partida de excursiones lacustres que recorren el lago Nahuel Huapi, y para cruzar a Chile por el paso Pérez Rosales. Se destacan los paseos a la isla Victoria, al Bosque de Arrayanes en la península de Quetrihue, y a Puerto Blest, lago Frías y Cascada los Cántaros.

## Toponimia
Su curioso nombre proviene de las señales que se realizaban agitando pañuelos desde la costa a los barcos que habían zarpado desde el puerto San Carlos en Bariloche, para así indicar la presencia de huéspedes del Hotel Llao Llao u otros vecinos que deseaban embarcarse, logrando así llamar la atención a las embarcaciones.

## Origen y evolución

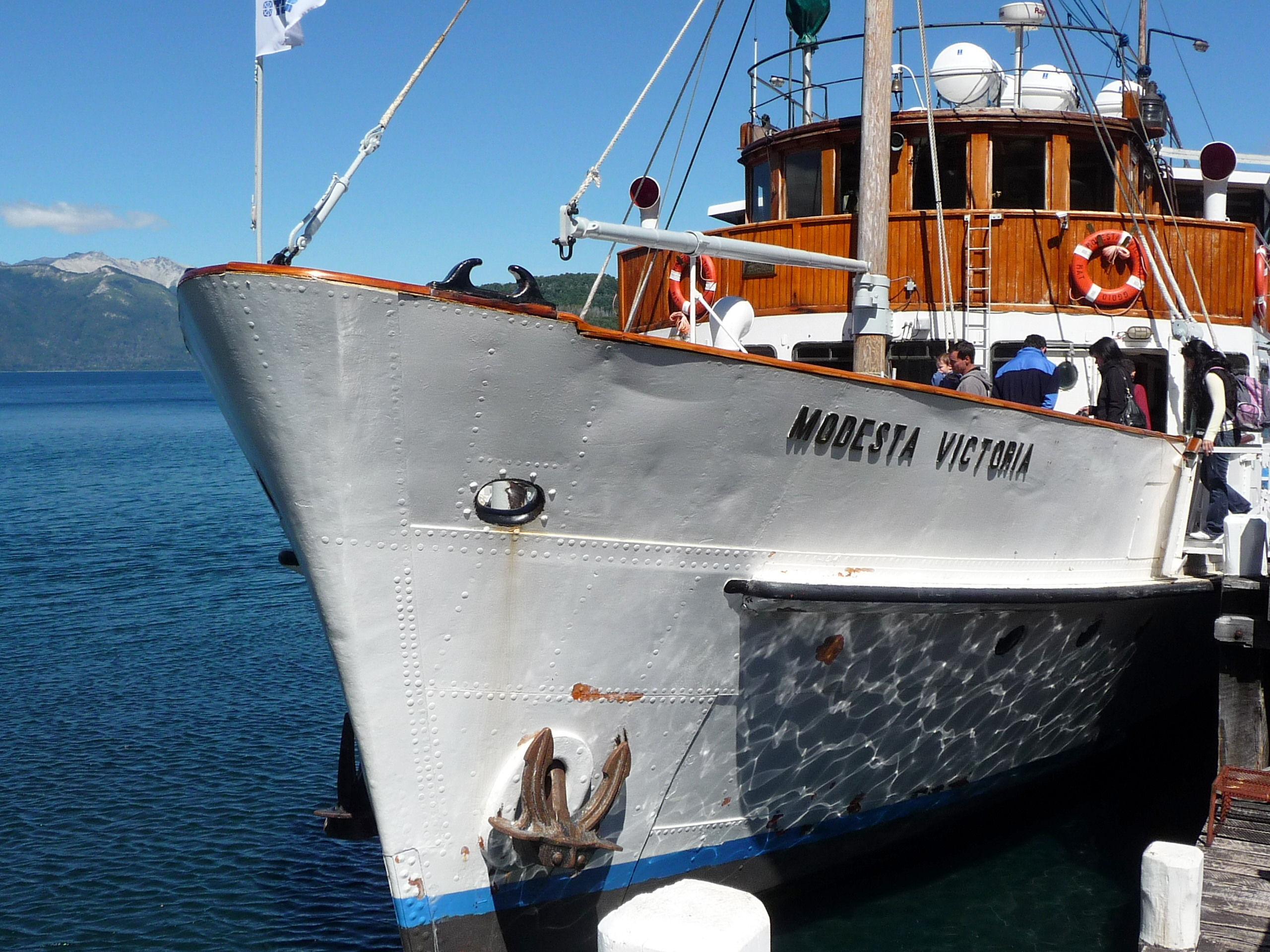
El Modesta Victoria amarrado en el muelle de la península de Quetrihué. La embarcación había partido de Puerto Pañuelo para realizar una excursión al parque nacional Los Arrayanes.

Para su asentamiento se aprovechó la presencia de un islote rocoso ubicado a unos 100 metros de la línea de la costa. Con los escombros del incendio del primer edificio del Hotel Llao-Llao, se unió el islote con la costa, formándose así dos amplias bahías protegidas.
El puerto propiamente dicho fue construido en 1965, para servir de base al buque “Modesta Victoria” que realiza paseos recreativos por el lago Nahuel Huapi.  El camino permitía rodear el islote, para retornar a tierra firme.
En la zona de fondeadero la profundidad es de unos 6 a 8 metros, dependiendo del nivel del lago el cual puede variar hasta 1 m dependiendo de la época del año.
Posteriormente en la década de 1970 y 1980, se construyeron cinco muelles adicionales para permitir el atraque de un número creciente de embarcaciones turísticas.